# Hymn Republiki Zielonego Przylądka
Cântico da Liberdade – hymn państwowy Republiki Zielonego Przylądka. Został przyjęty w roku 1996. Słowa napisał Amilcar Spencer Lopes, a muzykę skomponował Adalberto Higino Tavares Silva.

## Oficjalne słowa hymnu
Canta, irmão
Canta, meu irmão
Que a liberdade é hino
E o homem a certeza.
Com dignidade, enterra a semente
No pó da ilha nua;
No despenhadeiro da vida
A esperança é do tamanho do mar
Que nos abraça,
Sentinela de mares e ventos
Perseverante
Entre estrelas e o Atlântico
Entoa o cântico da liberdade.
Canta, irmão
Canta, meu irmão
Que a liberdade é hino
E o homem a certeza